# روجر سوتون
روجر سوتون (بالإنجليزية: Roger Sutton)‏ هو مهندس نيوزيلندي، ولد في 1964.